# Ruta Sepetys
Ruta Sepetys (în lituaniană Rūta Šepetys; n. 19 noiembrie 1967, Detroit, Michigan, SUA) este o scriitoare lituano-americană de ficțiune istorică⁠(d). În calitate de autoare a scris bestselleruri internaționale ce au apărut pe lista New York Times și este câștigătoare a medaliei Carnegie și a Premiului Josette Frank⁠(d) pentru ficțiune.
Este bursier al Fundației Rockefeller⁠(d) Bellagio și primul scriitor american de literatură pentru tineri care a vorbit în Parlamentul European și la NATO. Opera ei a fost publicată în peste șaizeci de țări și patruzeci de limbi și este în prezent în dezvoltare pentru film și televiziune.

## Biografie
Născută în Michigan, Ruta Sepetys este fiica unui refugiat lituanian. Ea a obținut o licență în finanțe internaționale de la Hillsdale College⁠(d). În străinătate, a studiat la Centre d'études Européennes din Toulon, Franța, și la ICN Graduate Business School din Nancy, Franța.
După absolvire s-a mutat la Los Angeles. În 1994, ea a lansat Sepetys Entertainment Group, Inc., o firmă de management de divertisment.
În 2002, Ruta Sepetys a apărut în numărul special „Women in Rock” al revistei Rolling Stone, ca o femeie motivată să facă diferența. Ea face parte din Consiliul consultativ pentru Mike Curb College of Entertainment and Music Business de la Universitatea Belmont și este, de asemenea, director al Fundației Make a Noise, o organizație națională non-profit care strânge bani pentru educația muzicală.
Ruta Sepetys a publicat primul ei roman în 2011 și locuiește în prezent în Nashville, Tennessee. Ea a fost descrisă ca o „căutătoare de povești pierdute” care speră să dea voce celor care nu au putut să-și spună povestea. 

## Ficțiune

### Printre tonuri cenușii
Primul ei roman, Printre tonuri cenușii (Between Shades of Gray), despre o adolescentă deportată din Lituania natală în lagărele de muncă din gulagul siberian după ocupația sovietică din 1941, a fost apreciat de critici și tradus în peste 30 de limbi. 
Cartea este considerată un roman cu cheie, cu personaje fictive învăluite în jurul evenimentelor și experiențelor reale. Ruta afirmă că romanul reprezintă „suferința extremă și speranța extraordinară” afișate de oamenii din statele Baltice.
În martie 2013, Ruta a devenit primul autor american de literatură pentru tineri care a susținut o prezentare în Parlamentul European. Discuția ei cu deputații europeni de la Bruxelles s-a centrat pe roman, istoria totalitarismului în țările baltice și importanța ficțiunii istorice. Romanul este dezvoltat într-un film, Ashes in the Snow.
Ruta Sepetys este un scriitor de ficțiune istorică. Deși Printre tonuri cenușii (Between Shades of Grey) a fost scrisă inițial pentru copii și adulți tineri, cartea a fost citită pe scară largă de cititori din întreaga lume și este considerată o carte pentru toate vârstele.

### Adio, New Orleans
Romanul Adio, New Orleans (Out of the Easy) este al doilea roman publicat de Ruta Sepetys. A fost lansat pe 12 februarie 2013 și o prezintă pe Josie Moraine, o tânără din cartierul francez din New Orleans din anii 1950, care se luptă să scape de familie și să devină autoarea propriului destin. Povestea explorează teme ale feminismului în context istoric și în America de după război. Romanul a devenit un bestseller al New York Times și a fost ales ca Editor's Choice în The New York Times pe 15 februarie 2013.

### O mare de lacrimi
Romanul O mare de lacrimi (Salt to the Sea) a fost publicat pe 2 februarie 2016 și relatează evacuarea refugiaților din 1945 din Prusia de Est și dezastrul navei MV Wilhelm Gustloff.
Scufundarea MV Wilhelm Gustloff este cel mai mare dezastru maritim din istorie, dar pentru mulți povestea rămâne necunoscută. În recenzia lor, marcată ca fiind „foarte pozitivă” (cu stea), Publishers Weekly a spus: „Sepetys oferă un alt roman istoric de succes... ea excelează în punerea în lumină a unor capitole pierdute ale istoriei, iar acest roman visceral se dovedește o dovadă memorabilă a puterii și rezistenței în fața războiului și a cruzimii”. The New York Times a scris în recenzia sa despre O mare de lacrimi (Salt to the Sea) — „Ruta Sepetys acționează ca un campion al oamenilor interstițiali atât de des ignorați — populații întregi pierdute în crăpăturile istoriei”. În iunie 2017, romanul O mare de lacrimi (Salt to the Sea) a primit Medalia Carnegie pentru stimularea empatiei și solidarității.

### Fântânile Tăcerii
Romanul lui Sepetys, Fântânile tăcerii (The Fountains of Silence) a fost lansat pe 1 octombrie 2019. Are loc la Madrid, în timpul dictaturii spaniole a lui Francisco Franco. Povestea explorează repercusiunile războiului și complexitățile dictaturii din Spania.
Unul dintre subiectele abordate în carte este reprezentat de copiii răpiți de la părinții republicani spanioli și dați familiilor considerate „mai puțin degenerate”. Numărul copiilor răpiți este estimat la 300.000. Copiii furați au fost uneori și victime ale traficului de copii și ale adopției ilegale.

### Sfârșitul șoaptelor: Decembrie 1989
Pe măsură ce regimurile comuniste se prăbușesc în Europa în 1989, Sfârșitul șoaptelor: Decembrie 1989 (I Must Betray You), publicat în 2022, descrie lumea lui Cristian Florescu, un elev de șaptesprezece ani din București, în vremea României lui Nicolae Ceaușescu. El trebuie să decidă dacă să fie informator sau să reziste regimului. Această carte a câștigat și Premiul Yoto Carnegie Shadower pentru scris în 2023.

## Adaptări
Romanul Printre tonuri cenușii (Between Shades of Gray) a fost lansat într-o carte audio neprescurtată de Penguin Audio, narată de Emily Klein; și a fost tradus în 30 de limbi și vândut în tot atâtea țări.
De asemenea, a fost adaptat pentru film de Ben York Jones, regizat de Marius A. Markevicius și produs de Chris Coen, Marius A. Markevicius, Žilvinas Naujokas și Ruta Sepetys. Filmul se intitulează Ashes in the Snow și îi are în distribuție pe Bel Powley, Martin Wallström și Lisa Loven Kongsli. A fost lansat în Lituania în octombrie 2018 și în SUA la începutul anului 2019.
Romanul Adio, New Orleans (Out of the Easy) a fost lansat într-o carte audio integrală de Listening Library și este relatat de Lauren Fortgang.
Romanul O mare de lacrimi (Salt to the Sea) a fost lansat într-o carte audio integrală de Listening Library și este narat de Jorjeana Marie, Will Damron, Cassandra Morris și Michael Crouch.

## Recunoaștere

### Timbru poștal
În iunie 2018, pentru a sărbători aniversarea a 100 de ani de la independența inițială a Lituaniei, directorul general al poștei din Lituania a emis un set comemorativ de timbre poștale care aduce un omagiu oamenilor a căror activitate a creat și întărit cunoașterea despre Lituania. Ruta Sepetys a fost una dintre cei incluși în serie.

### Medalia Carnegie
Pe 19 iunie 2017, Ruta Sepetys a primit Medalia Carnegie în cadrul unei ceremonii ce a avut loc la Institutul Regal al Arhitecților Britanici din Londra. Ea a câștigat și premiul Shadower’s Award pe 21 iunie 2023 pentru Sfârșitul șoaptelor: Decembrie 1989 (I Must Betray You).

### Comitetul de carte pentru copii al Colegiului de Educație Bank Street
Ruta Sepetys a fost recunoscută de mai multe ori de către Comitetul de carte pentru copii de la Bank Street College of Education. Ea a câștigat premiul Josette Frank pentru ficțiune în 2023 pentru Sfârșitul șoaptelor: Decembrie 1989 (I Must Betray You), care a fost, de asemenea, desemnată cea mai bună carte pentru copii a anului cu merite remarcabile. Romanul Printre tonuri cenușii (Between Shades of Gray) a primit o recunoaștere a meritului remarcabil ca fiind cea mai bună carte pentru copii a anului în 2012; versiunea romanului ilustrat a fost pe lista din 2022. Out of the Easy a apărut pe lista din 2014, Salt to the Sea a fost recunoscută cu merit remarcabil pe lista din 2017, iar Fântâna tăcerii în 2020 (cu merit remarcabil).

### Crucea Cavalerului
Pe 6 iunie 2013, Sepetys a primit Crucea de Cavaler a Ordinului pentru Meritele Lituaniei. Ruta Sepetys a fost decorată pentru contribuțiile ei la educație și cultură, împreună cu eforturile sale globale de a împărtăși istoria totalitarismului în țările baltice.

### Fundația Rockefeller
În 2015, Ruta Sepetys a primit rezidența Bellagio Center a Fundației Rockefeller de lângă Lacul Como, Italia. În calitate de bursier Rockefeller Bellagio, Sepetys a fost invitată să petreacă o lună la Centrul Bellagio al Fundației, interacționând cu alți lideri de gândire rezidenți internaționali, oameni cu putere de decizie, artiști și practicieni.

## Lucrări

### Cărți
- Printre tonuri cenușii (2011) ISBN: 978-0-399-25412-3
- Adio, New Orleans (2013) ISBN: 978-0-399-25692-9
- O mare de lacrimi (2016) ISBN: 978-0399160301
- Fântânile tăcerii (2019) ISBN: 978-0399160318
- Sfârșitul șoaptelor: Decembrie 1989 (2022) ISBN: 978-1-9848-3604-5 [30]

### Articole din media și eseuri
- Sepetys, Ruta (26 noiembrie 2012). „Finding My Family's Story Through Historical Fiction”. Huffington Post. Accesat în 23 februarie 2014.
- Sepetys, Ruta (23 septembrie 2011). „In Wordless Imagery, An Immigrant's Timeless Tale”. All Things Considered. NPR. Accesat în 27 iulie 2012.
- Sepetys, Ruta (17 mai 2012). „Two Gray Titles, One Sexy Mix-Up”. All Things Considered. NPR. Accesat în 27 iulie 2012.